# Balacra nigripennis
Balacra nigripennis är en fjärilsart som beskrevs av Aurivillius 1904. Balacra nigripennis ingår i släktet Balacra och familjen björnspinnare. Inga underarter finns listade i Catalogue of Life.